# Ophiocten culveri
Ophiocten culveri är en ormstjärneart som beskrevs av May 1924. Ophiocten culveri ingår i släktet Ophiocten och familjen fransormstjärnor. Inga underarter finns listade i Catalogue of Life.